# Фліртуючий Фатті
Фліртуючий Фатті (англ. Fatty's Flirtation) — американська короткометражна кінокомедія Джорджа Ніколса 1913 року з Роско Арбаклом в головній ролі.

## У ролях
- Роско «Товстун» Арбакл — Фатті
- Мейбл Норманд — Мейбл
- Мінта Дарфі — Мінта
- Френк Кулі — сержант Деск
- Вільям Хаубер — незначна роль
- Джордж Джеске — поліцейський
- Генк Манн — поліцейський